# Józef Skowyra
Józef Skowyra (ur. 23 marca 1941 w Samborze, zm. 27 sierpnia 2022 w Gryficach) – polski polityk, poseł na Sejm IV kadencji.

## Życiorys
Ukończył w 1965 studia na Wydziale Technologii Drewna Akademii Rolniczej w Poznaniu. W latach 1965–1998 pracował jako specjalista i kierownik w różnych przedsiębiorstwach. Od 1998 do 2001 pełnił funkcję dyrektora pilskiego oddziału Zakładu Ubezpieczeń Społecznych.
Od 1980 należał do Niezależnego Samorządnego Związku Zawodowego „Solidarność”. Od 1992 działał w Zjednoczeniu Chrześcijańsko-Narodowym. W wyborach parlamentarnych w 1997 bez powodzenia kandydował do Sejmu, jako jego przedstawiciel z listy Akcji Wyborczej Solidarność. Później odszedł z partii i w 2001 z poparciem Porozumienia Polskiego kandydował do Sejmu z listy Ligi Polskich Rodzin, uzyskując mandat posła IV kadencji z okręgu pilskiego. Pracował w Komisja Polityki Społecznej i Rodziny oraz Komisji Ustawodawczej. Pod koniec kadencji wstąpił do koła poselskiego Dom Ojczysty. W 2005 nie ubiegał się o reelekcję.
Na początku 2007 rozpoczął się proces karny Józefa Skowyry, w którym były poseł wraz z żoną zostali oskarżeni o fałszerstwa wyborcze w trakcie kampanii przed wyborami parlamentarnymi w 2001. Prawomocnym wyrokiem z 6 listopada 2008 Sąd Rejonowy w Pile skazał go za to przestępstwo na karę dwóch lat pozbawienia wolności z warunkowym zawieszeniem jej wykonania na okres próby wynoszący pięć lat, jak również na karę grzywny.
Zmarł 27 sierpnia 2022. Został pochowany na cmentarzu komunalnym w Pile.